# Karsten Albert

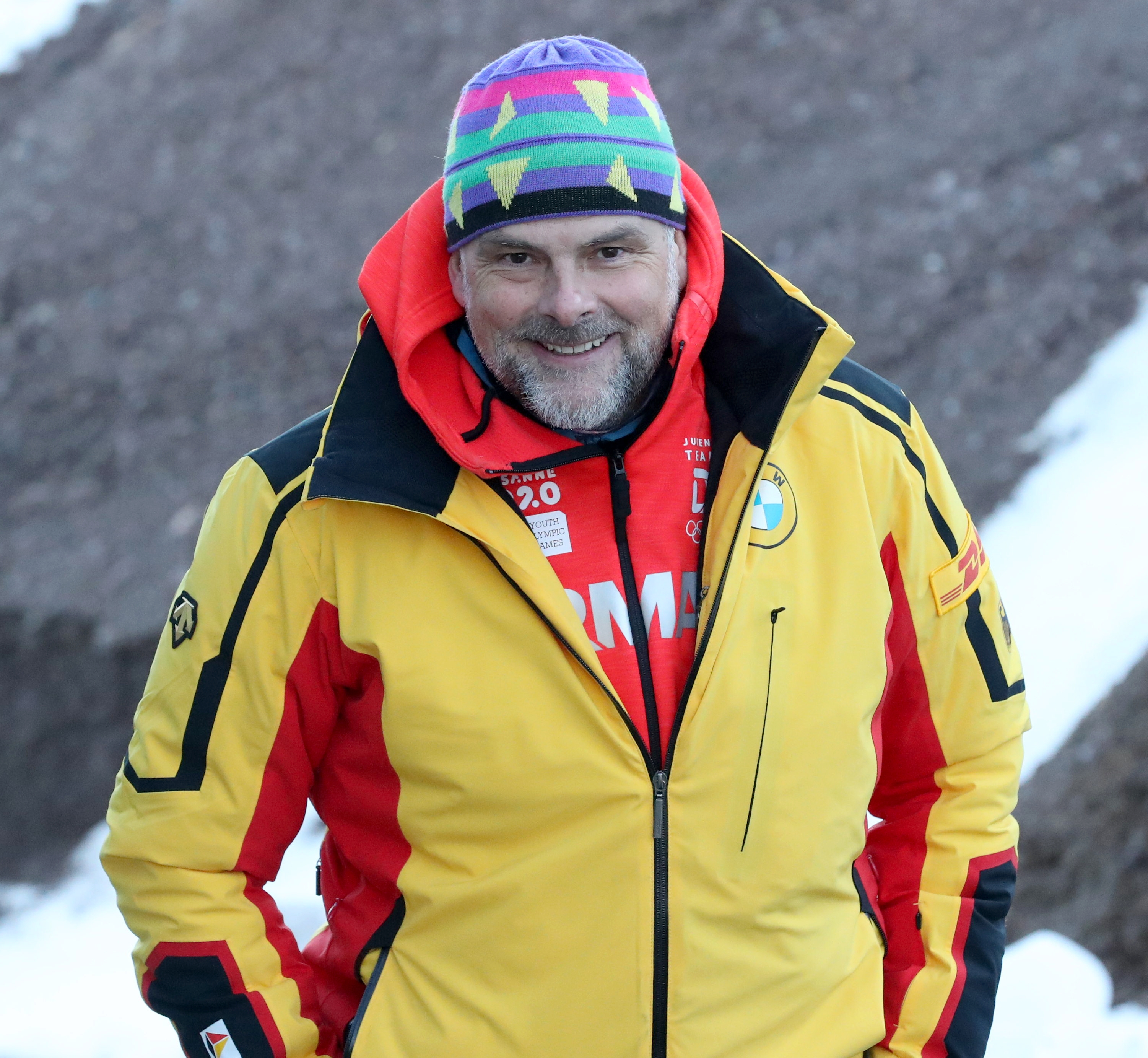
Karsten Albert (2021) in Oberhof

Karsten Albert (* 13. Oktober 1968 in Friedrichroda) ist ein früherer deutscher Rennrodler.
Karsten Albert begann 1978 auf der Spießbergbahn seines Geburtsortes mit dem Rennrodeln. 1988 erreichte er mit der Bronzemedaille bei den DDR-Meisterschaften in Oberhof seinen ersten Erfolg. In der Weltcupsaison 1989/90 belegte er den achten Platz der Gesamtwertung. Noch zu DDR-Zeiten verlor Albert 1990 seinen Platz in der Nationalmannschaft und am Leistungszentrum Oberhof, unter anderem wegen vermeintlich fehlender Erfolgsaussichten. Auch nach der politischen Wende war er zunächst außen vor, da man beim deutschen Rodelverband auf den Olympiasieger Jens Müller, auf Georg Hackl und Nachwuchsfahrer wie René Friedl setzte. In der Zeit schulte der gelernte Kraftfahrzeugschlosser zum Energieelektroniker um. Ein überraschendes Comeback feierte er bei den Deutschen Meisterschaften 1992. Der Titelgewinn in dem Jahr sollte sein einziger Titel bleiben, 1998 wurde er Vizemeister, 1995 und 2004 Dritter. Vor allem gegen Ende der 1990er und zu Beginn der 2000er Jahre gehörte Albert zur Weltspitze im Rennrodeln. Bei den Rennrodel-Weltmeisterschaften 1999 wurde er Achter in Königssee. Ein Jahr später in St. Moritz verpasste er aufgrund von Fahrfehlern in beiden Durchgängen als Vierter eine mögliche Medaille. 2001 wurde er nochmals Neunter in Calgary. Mit dem Team gewann er die Silbermedaille.
Erfolgreicher verliefen die Europameisterschaften. Hier gewann er 1998 in Oberhof Gold mit der Mannschaft und Silber im Einzel. 2000 kam der Gewinn einer weiteren Silbermedaille mit der Mannschaft hinzu. Zweimal nahm Albert an Olympischen Spielen teil. 1998 wurde er in Nagano Zwölfter, vier Jahre später in Salt Lake City Sechster. Im Gesamtweltcup wurde Albert 1999/2000 Vierter, ebenso in der folgenden Saison, als er in Oberhof ebenso wie in der Saison 2001/02 seine beiden einzigen Weltcuprennen gewinnen konnte. Auch in seiner letzten Saison 2002/03 erreichte er noch einmal einen siebten Gesamtrang. Danach konnte er sich nicht mehr für das Weltcup-Team qualifizieren und beendete seine Karriere.
Albert studierte mit Jens Müller Sportmanagement und Sportmarketing in Jena, erlangte hier jedoch aufgrund der Prüfungen, die sich mit Wettkämpfen überschnitten, keinen Abschluss. Er erwarb die Trainerscheine C bis A und war seit April 2002 Nachwuchs-Trainer beim Thüringischen Schlitten- und Bobsportverband. 2003 begann er ein Studium an der Deutschen Sporthochschule in Köln und schloss es erfolgreich ab. Derzeit ist er Stützpunkttrainer in Oberhof und Vorsitzender des BRC 05 Friedrichroda. Albert hat eine Tochter.

## Erfolge

### Weltcupsiege
Einsitzer
| Nr. | Datum         | Ort            | Bahn                  |
| --- | ------------- | -------------- | --------------------- |
| 1.  | 3. Dez. 2000  | Oberhof        | Rennrodelbahn Oberhof |
| 2.  | 13. Dez. 2001 | Innsbruck-Igls | Olympia Eiskanal Igls |